# Studio 8 Records
Studio 8 Records, ou simplesmente Studio 8 como é mais conhecido, é uma gravadora de discos brasileira que apoia artistas famosos e independentes. Entre os artistas produzidos há nomes consagrados da música como Ronnie Von, Rosa Marya Colin, Cláudya, Claudette Soares, Eliana Pittman, Doris Monteiro para o álbum 'Divas Do Sambalanço", Dudu França, Sula Miranda, Ivo Pessoa, Vanessa Jackson, entre muitos outros.

## História
Em 1998 o guitarrista George Benson se apresentou em São Paulo e na ocasião esteve com sua banda no estúdio e, vendo que havia perdido a oportunidade de gravar a visita ilustre, o proprietário, empresário Rubens Azevedo começou a montar um sistema de gravação para que nunca mais fosse perdido nenhum encontro musical. Desde então foram adquiridos guitarras, baixos, bateria, pianos, teclados, microfones, e tudo o que é necessário para um estúdio de gravação.
Após vários anos e gravações feitas de forma despretensiosa, em 2016 ao lado dos empresários Demetre Georguleas e Donny Silva foram feitos novos investimentos, e se deu inicio ao processo de gravação de forma profissional.

## Catálogo
O primeiro álbum gravado foi do maestro pianista Osmar Barutti com a participação da cantora espanhola Alba Santos. Desde então foram produzidos centenas de singles e álbuns dos mais diversos estilos, com nomes consagrados e também com artistas iniciantes e independentes.
O estúdio tem registros de artistas como Mike Stern, Willie Walker, Leny Andrade, Eduardo Araújo, Trio Mocotó, Luís Carlos Miele, Johnny Rivers, Gal Costa, Andreas Kisser, Adylson Godoy, Leila Pinheiro, Arnaldo Baptista, Baby do Brasil, Guilherme Arantes, Rouge, Reinaldo Gonzaga, Ivo Pessoa, Rafael Cortez, Sula Miranda, Michel Teló, Roberto e Meirinho entre centenas outros de artistas.

## Álbuns
- 2019: Ronnie Von – One Night Only (álbum de Ronnie Von)
- 2020: Osmar Barutti & Alba Santos – Vol. 1 – Ao Vivo no Studio 8
- 2020: Graça Cunha – Full Of Grace
- 2021: Rosa Marya Colin – All Of Me
- 2021: Pedro La Colina – Ao Vivo No Studio 8
- 2022: Darelly Sette – Amy In Bossa
- 2022: Andrea Rodeguero – Diz Que Fui Por Aí
- 2022: Airton Fernandes – Love Letters
- 2023: Clayber de Souza – Clayber De Souza
- 2023: Clóvis Correa – Clóvis Correa
- 2023: Rebeca Elts – I Wish You Love
- 2024: Annick Lebois – Aprés-midi
- 2024: Rafael Cortez – Autoral MPB – Ao Vivo No Studio 8
- 2024: Hector Costita = Batida Diferente! Samba Jazz
- 2024: Dany Cardoso – Bebendo Estrelas
- 2024: Banda 365 – Garagem 80
- 2024: Luciana Pires – Luz Negra
- 2024: Juliana Frassatti - Magnifique
- 2025: Vanessa Jackson – Amor Até o Fim
- 2025: Ana Caram – Estou Aqui
- 2025: Trio Marys – Volume 1

## Singles & EPs
- 2022	Fernando Bastos - Canto De Ossanha
- 2022	Flavio Barba - Copacabana
- 2022	Flavio Barba - Influencia do Jazz (Com Claudette Soares)
- 2022	Lael Medina - Tupã
- 2022	Lael Medina - Tupa II (com Leo Mitrulis)
- 2022	Leo Von - One More Try
- 2022	Pagode Do 36 - Dom De Sambar
- 2022	Patricia Camin - Through The Fire
- 2022	Pedro La Colina - Canção Do Ano Novo
- 2022	Rebeca Elts - Am I The Same Girl
- 2022	Rebeca Elts - Enquanto Houver Sol
- 2022	Rebeca Elts - Missing
- 2022	Rosa Marya Colin - Baby It's Cold Outside (Com Ronnie Von
- 2022	Rosa Marya Colin -  Route 66
- 2022	Rosa Marya Colin - Can't Buy Me Love
- 2022	Shawn Atkins - Fool For Love
- 2022	Vanessa Jackson - Miracles
- 2022	zSide - Drifty Away
- 2022	zSide - Ooh La La
- 2023	Andrea Rodeguero - Samba Da Benção (Com Muro Bonagura)
- 2023	Andrea Rodeguero - Vou Me Pirulitar (Com Nereu Gargalo)
- 2023	Andrea Rodeguero - Se Eu Quiser Falar Com Deus
- 2023	Billy Nelson - Amarillo By Morning (Com Eduardo Araújo)
- 2023	Billy Nelson - Bem Aos Olhos Da Lua
- 2023	Bruno Cardoso - Saigon (com Grazi Medori)
- 2023	Clayber De Souza - People (Com Juliana Frassatti)
- 2023	Eddie Rocker - Give Me Rock Tonight
- 2023	Fabio Stella - Tarde Gris (Com Cecilia Resende)
- 2023	Hector Costita - Ela É Carioca
- 2023	Hector Costita - El Detective
- 2023	Hector Costita - Teminha
- 2023	Jammah - On The Radio
- 2023	Jammah - Will You Still Love Me Tomorrow
- 2023	Jason McKinley - Song For You
- 2023	Johnny Boy - Because The Night (com Lu Vitti)
- 2023	Johnny Boy - Carpinteiro Do Universo (Com Nasi)
- 2023	Johnny Boy - Eu Te Amo, Te Amo, Te Amo
- 2023	Johnny Boy - Hino A Bandeira (com Michele Bruna)
- 2023	Johnny Boy - I Don't Want To Grow Up
- 2023	Johnny Boy - Long Ago (com Nel Assal
- 2023	Johnny Boy - Século XXI
- 2023	Juliana Frassatti - You're The Love
- 2023	Juliana Frassatti - Magnifique
- 2023	Luah Fioli - Força Da Mulher
- 2023	Luah Fioli - Não É Não
- 2023	Luah Fioli - Tiro Ao Alvaro
- 2023	Luah Fioli - Água De Chuva No Mar
- 2023	Luciana Pires - Fim De Caso
- 2023	Rafael Cortez - Amor Nas Estrelas
- 2023	Sergio Dalcin - Nunca Mais
- 2023	Sergio Dalcin - Pode Ir
- 2023	Sergio Dalcin - Sem Saber
- 2024	Andrea Fernandes - Lua Lua
- 2024	Andrea Fernandes - Belisque-se
- 2024	Annick Lebois - J'ai Deux Amours
- 2024	Annick Lebois - La Fille d'Ipanema
- 2024	Annick Lebois - You Gotta Be
- 2024	Banda 365 - Dias De Luta
- 2024	Banda 365 - Homem Primata
- 2024	Billy Nelson - Tocando Em Frente
- 2024	Billy Nelson - Trem Do Pantanal
- 2024	Billy Nelson - Vaqueiro Do Pantanal
- 2024	Billy Nelson - Bicho Do Parana
- 2024	Bruna Casanova - Aroma
- 2024	Clóvis Correa - Jogral
- 2024	Clóvis Correa - A Paz (com Andrea Rodeguero)
- 2024	Danni Azevedo - Pela Luz Dos Olhos Teus (com Mauro Bonagura)
- 2024	Danni Azevedo - Close To You
- 2024	Donny Silva - What A Beautiful Thing
- 2024	Eddie Rocker - I'm Running Down A Dream
- 2024	Eddie Rocker - Nothing Lasts Forever
- 2024	Eddie Rocker - Rock N Roll Song
- 2024	Eddie Rocker - Sunrise
- 2024	Eddie Rocker - Sweet Little Jane (Com Johnny Boy)
- 2024	Eddie Rocker - Way Back Home
- 2024	Ivo Pessoa - Marrom Glacê
- 2024	Johnny E Os Bravos - O Bom
- 2024	Luciana Pires - Por Causa De Você
- 2024	Maracujah - Make It Easy On Yor Self
- 2024	Mau - I'll Be Around
- 2024	Mau - Who's Crying Now
- 2024	Rafael Cortez - Bicho Solto
- 2024	Reynaldo Gonzaga - Doralice
- 2024	Reynaldo Gonzaga - Ela É Jazz
- 2024	Ronnie Von - Só De Você
- 2024	Ronnie Von - Wichita Lineman
- 2024	Sergio Dalcin - Só Nós Dois
- 2024	Sergio Dalcin - Te Amei Primeiro
- 2024	Vanessa Jackson - No More Tears
- 2024	Warana Band - Kid Cavaquinho
- 2025	Alex-Ci - Get Here
- 2025	Ana Caram - Estou Aqui
- 2025	Ana Caram - Slow Motio Bossa Nova
- 2025	Ana Caram - Tomara
- 2025	Ana Caram - Leve
- 2025   Andrea Rodeguero - Cheiro De Amor
- 2025	Eddie Rocker - In The Lonesome Town
- 2025	Eddie Rocker - The Lonely One
- 2025   Eddie Rocker - Ask Me Why
- 2025	Luana Liaw - Ain't Nothing Gonna Keep Me From You
- 2025   Osmar Barutti - Incriidible
- 2025	Rafael Cortez - Sitio Segóvia
- 2025	Rebeca Elts	Palmeiras - (Com Bebete)
- 2025	Reynaldo Gonzaga - Samba De Coração
- 2025	Roberto e Meirinho - A Desconhecida
- 2025	Sula Miranda - Poderosa Na Direção
- 2025	Trio Marys - Heart's Desire
- 2025	Trio Marys - I Want Sunday Back Again
- 2025	Trio Marys - Sh-Boom
- 2025	Vanessa Jackson - Rapaz De Bem
- 2025	Vanessa Jackson - Sabe Voce

## Apresentações ao vivo
Desde de sua criação o Studio 8, alem das gravações regulares, recebeu diversos artistas em apresentações ao vivo. Muitas dessas apresentações resultaram em álbuns ao vivo que hoje estão, em sua maioria, disponíveis nas plataformas digitais:
- 2016 - Ben's Brothers - Live
- 2016 - Fantine Tho - Ao Vivo
- 2016 - Filó Machado - Ao Vivo
- 2016 - Alba Santos - Tributo a Carmem Mcrae
- 2016 - Ju Moraes - Ao Vivo
- 2017 - Ronnie Von (One Night Only)
- 2017 - Lobão - Acústico
- 2018 - Clayber de Souza - Terceto
- 2018 - Hector Costita Quarteto
- 2019 - Willie Walker (Com Igor Prado)-  (Last Album)
- 2019 - Igor Prado Band (Ao Vivo)
- 2019 - Igor Prado & Raphael Wresing
- 2019 - Igor Prado & Just Groove (Ao vivo no Studio 8)
- 2022 - Projeto Tania Maria
- 2023 - Tamara Tramell (Com Igor Prado)
- 2023 - Rafael Cortez (Bicho Solto - Ao Vivo)
- 2023 - Ronnie Von (One More Night)
- 2023 - Reynaldo Gonzaga (Ela É Jazz - Ao Vivo)
- 2024 - Adriano Gineberg (Canta Caymmi)
- 2024 - Maracujah (Ao Vivo)
- 2024 - The Gasolines (Ao Vivo)
- 2024 - Hector Costita (Batida Diferente! Sambajazz)
- 2024 -  Nanny Soul (Elza (Ao Vivo no Studio 8)
- 2024 - Lobão (Power Trio e Voz e Violão)
- 2025 - Sarah Zeffer (Cantora)
- 2025 - Prado Brothers Band
- 2025 - Malu Rajer

## Curiosidades
- A última homenagem feita por Ronnie Von[6] para Rita Lee[7] foi produzida pelo Studio 8[8] a canção "Só De Você"[9] foi gravada originalmente em 1982 no álbum "Rita Lee & Roberto de Carvalho. Rita ficou muito emocionada e cedeu sua imagem para ilustrar a capa do single.